# علی غزالی
علی غزالی زندانی سیاسی، روزنامه‌نگار و مدیر مسئول سابق سایت بازتاب امروز و داماد سابق سردار حسین نجات است. سایت بازتاب امروز به انتشار اتهاماتی علیه بابک زنجانی و سید حسن میرکاظمی و برخی از دولت مردان پرداخته بود. به ادعای کمپین بین‌المللی حقوق بشر در ایران فؤاد صادقی نیز تهدید شده است که در صورت فعالیت مجدد سایت بازتاب بازداشت خواهند شد.

## ماجرای نشر اسامی دانشجویان بورسیه
علی غزالی در ۱۵ اوت ۲۰۱۴ در صفحه شخصی اش در فیسبوک به نشر اسامی ۷۴۹ نفر از دانشجویان بورسیه جمهوری اسلامی ایران اقدام کرد. این کار وی با بازتاب گسترده‌ای مواجه شد چرا از یک سو این رویداد زمانی رخ داده بود که رضا فرجی دانا در آستانه استیضاح قرار داشت و از سوی دیگر شایعه ۳۷۰۰ بورسیه غیرقانونی را تقویت می‌کرد. وی به صراحت می‌گوید همه این دانشجویان تخلف نکرده‌اند ولی معتقد است پرونده برخی از این دانشجویان احتمالاً دچار مشکل است. چند روز بعد در پی جستجوی عوامل درز اسامی دانشجویان توسط برخی خبرگزاریها، مدیران وزارت علوم و خصوصاً مجتبی صدیقی نسبت به نشر این اسامی واکنش نشان داد
بلافاصله پس از تهدید مجتبی صدیقی به عوامل نشر اسامی دانشجویان بورسیه، علی غزالی گفت: آقای دکتر  صدیقی، معاون دانشجویی وزارت علوم لطف فرمودند و بنده را به برخورد قضایی و امنیتی تهدید کرده‌اند، لذا بجاست چند جمله خدمت ایشان عرض کنیم… وی یادآور شد که خود مجتبی صدیقی اسناد را در اختیار وی قرار داده است و گفت که: «جناب آقای  صدیقی شما خوب به خاطر دارید که در زمانی که آقای توفیقی سرپرست وزارت علوم بودند و هنوز آقای فرجی دانا برای وزارت معرفی نشده بودند در آن اتاق گوشه‌ای طبقه ۱۳ شهرک غرب چه کسی این اسامی را به بنده داد و در این مدت چه کسی برای انتشارش مدام تماس می‌گرفت و پیغام می‌داد… روزنامه فرهنگیان-نیوز از این رویداد بعنوان فشارهای بی‌سابقه به نمایندگان مجلس شورای اسلامی برای ابقای فرجی‌دانا یاد کرد

## آمدنیوز
شبکه یک تلویزیون رسمی ایران، ۲۱ بهمن ۱۳۹۸، همزمان با اولین جلسه دادگاه روح‌الله زم، مدیر کانال آمدنیوز، برنامه‌ای را پخش کرد که در آن ادعا شد علی غزالی از جمله کسانی بوده‌است که اخبار محرمانه را برای زم می‌فرستاده‌است.

## بازداشت علی غزالی
وی همچنین در ۸ آذر ماه ۱۳۹۳ توسط وزارت اطلاعات و با شکایت مدیرعامل بانک سپه و حمید پورمحمدی بازداشت شد. صفحه فیس‌بوک «بازتاب امروز» نوشته است که بازداشت علی غزالی در پی شکایت تعدادی از مسئولان بانکی از افشاگری‌های او در مورد «مفاسد اقتصادی» صورت گرفته و از دولت روحانی انتقاد کرده است که متهمان پرونده فساد سه هزار میلیاردی را مورد حمایت قرار داده است. سایت دی نیوز نیز خبر از بازداشت علی غزالی با عنوان "بازداشت علی غزالی با شکایت دولت؟!" داد، متن خبر به قرار ذیل است:علی غزالی مدیرمسئول سایت بازتاب و آینده انلاین، صبح روز شنبه ۸ آذر ماه بازداشت شد. این خبر را صفحه سایت بازتاب امروز در فیس بوک منتشر نمود. آنطور که مطلع شدیم وی به دلیل شکایت مدیرعامل بانک سپه و برخی سیستمهای مرتبط با دولت بازداشت شده است